# 川井矢指風致地区
川井矢指風致地区（かわいやさしふうちちく）は、都市計画法に基づき設置された横浜市旭区今宿・矢指町・上川井町・下川井町・今宿南町・今宿町・金が谷・金が谷二丁目、瀬谷区瀬谷町・二ツ橋町・東野台の503haに及ぶ地域である。樹林地や畑の緑豊かな風致景観が残る地域と、良好な住宅地を含む地域で構成されている。横浜市風致地区条例により開発の制限がされている。

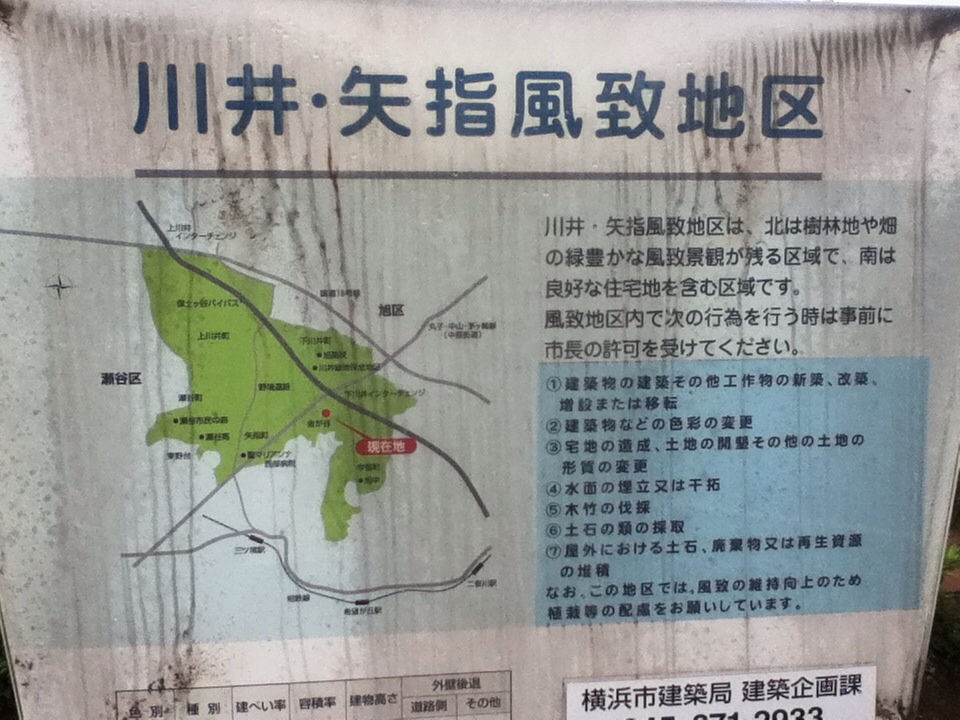

## 川井・矢指・瀬谷北部
標高60〜100mほどの多摩丘陵と相模野台地の境に位置し、矢指市民の森・追分市民の森・瀬谷市民の森・程ヶ谷カントリークラブがある。また、横浜港に注ぐ帷子川・矢指川の源流があり、谷戸には多くの水田や畑があり、農業専用地域に指定されている場所もある。国道16号保土ヶ谷バイパスと中原街道（神奈川県道45号丸子中山茅ヶ崎線）が通っていて地区内に上川井インターチェンジと下川井インターチェンジがあるため交通の便はよいが米軍上瀬谷通信施設が近くにあり電波障害防止地域に指定されたため開発が遅れ、このような自然が今でも残っていて、貴重な動植物が数多く残っている。平成24年にはアレチアミガサソウ(仮称)という中米原産でトウダイグサ科の野草が日本で初めて確認され、相模原市立博物館に展示されている。
二ツ橋は瀬谷区で最も栄えている地域で、瀬谷警察署・瀬谷区役所などがあり、相鉄本線・厚木街道（神奈川県道40号横浜厚木線）が通っている。

## 今宿・金が谷・二俣川東急ニュータウン
多摩丘陵の起伏に富み、平地がほとんどなく坂に住宅が並んでいる。二俣川駅からイチョウ・トウカエデ並木が続いている。東急不動産により、厚木市の毛利台などと同じころに果樹園や丘陵地が開発された。金が谷の下川井方面に上がる坂は雪が降ると凍結することが多く、積雪時は旭高校入口行きのバスは金が谷で折り返すことがある。
保土ヶ谷バイパスによって今宿南町と分けられており、保土ヶ谷バイパスのトンネルをくぐると二俣川東急ニュータウンの住宅地から農地へとかわる。

## 主な施設
- 旭高校
- 聖マリアンナ医科大学横浜市西部病院
- 瀬谷高校
- 矢指市民の森
- 追分市民の森
- 瀬谷市民の森
- 程ヶ谷カントリークラブ
- 二俣川東急ニュータウン
- 瀬谷区役所
- 瀬谷警察署
- 矢指谷遺跡

## 交通
- 相鉄本線三ツ境駅・二俣川駅・鶴ヶ峰駅、小田急線鶴間駅から相鉄バス・神奈中バス
- 十日市場駅・長津田駅・青葉台駅・中山駅・南町田グランベリーパーク駅発の横浜市営バス・神奈中バス・東急バスで若葉台中央バス停から徒歩
- 国道16号保土ヶ谷バイパス下川井インターチェンジ・上川井インターチェンジ

## 河川
- 帷子川
- 矢指川

## 動物
- オオタカ
- トビ
- ハシブトガラス
- キジ
- キジバト
- ホンドタヌキ
- イタチ
- アマガエル
- アオダイショウ
- メダカ
- アブラハヤ
- ホトケドジョウ
- サワガニ
- コオイムシ
- ノコギリクワガタ
- カブトムシ

## 植物
- スギ
- ヒノキ
- クヌギ
- ニリンソウ
- オオバギボウシ
- ヤマユリ
- ヒルムシロ
- オモダカ
- ヨコハマイノデ